# هلال (ریاضیات)
هلال یکی از اشکال ریاضیات است. هلال سطح محصور بین دو کمان از دو دایره متقاطع است که بین دو دایره مشترک نباشد.
اگر دو دایره را در نظر بگیرید که یکدیگر را قطع کرده‌اند. بر اثر این انقطاع سه سطح به وجود می‌آید. یکی از این سطوح بین دو دایره مشترک است که خارج از مبحث ماست. اما دو سطح می‌ماند که دو هلال مانند را تشکیل می‌دهند، در ریاضیات به هر یک از این دو شکل یک هلال می‌گویند.
به بیان ریاضی: {\displaystyle L=A-A\cap B}
| |  |  |
| |  |  |
| در هندسه اقلیدسی، هلال سطح محصور بین دو کمان از دو دایره متقاطع است که بین دو دایره مشترک نباشد. همان‌طور که در شکل می‌بینید از برخورد هر دو دایره دو هلال به وجود می‌آید که البته فقط یکی هاشور خورده است. |  |  |

اگر میخواهید که فرمولی کلی تر برای محاسبه این شکل داشته باشید میتوانید از فرمول زیر استفاده کنید.مثلا برای محاسبه مساحت هلال در شکل پایین، وسط ابتدا باید مرکز دو دایره را رسم کرد و سپس از مرکز به نقاط تقاطع دو دایره پاره خط رسم کرد به گونه ای که یک لوزی تشکیل شود.بعد مساحت لوزی را محاسبه میکنیم و بعد مساحت قطاع بزرگ تر یکی از دایره ها را محاسبه میکنیم و ضرب در دو میکنیم و در اخر هم مساحت لوزی را با ۲ برابر مساحت قطاع ها جمع میکنیم و حاصل را منهای مساحت یکی از دایره ها میکنیم.(البته میتوان از  فرمول مذکور برای۳ شکل پایین عکس استفاده کرد) 
** گفته میشود که مساحت هلال را میتوان با استفاده از انتگرال نیز محاسبه کرد  

## هلال بقراط
هلال منسوب به بقراط خیوسی که مساحت آن را به صورت جزئی و نه کامل محاسبه نموده است.